# برونو مارتينو
برونو مارتينو (بالإيطالية: Bruno Martino) هو موزع ومغني وملحن وعازف بيانو إيطالي، ولد في 11 نوفمبر 1925 في روما في إيطاليا، وتوفي بنفس المكان في 28 يونيو 2000.

## وصلات خارجية
- برونو مارتينو على موقع IMDb (الإنجليزية)
- برونو مارتينو على موقع ميوزك برينز (الإنجليزية)
- برونو مارتينو على موقع أول ميوزيك (الإنجليزية)
- برونو مارتينو على موقع ديسكوغز (الإنجليزية)